# Hayari Miyake
Hayari Miyake (jap. 三宅 速 Miyake Hayari; ur. 16 marca 1866 w miejscowości Anabuki, pref. Tokushima, zm. 29 czerwca 1945 w Okayamie) – japoński chirurg specjalizujący się w operacjach przewodu pokarmowego i ośrodkowego układu nerwowego, uczeń Jana Mikulicza-Radeckiego. Wieloletni kierownik katedry chirurgii w Szkole Medycznej Kiusiu, gdzie był nauczycielem m.in. Hakaru Hashimoto, odkrywcy choroby Hashimoto. Prezes Japońskiego Towarzystwa Chirurgicznego. Wieloletni przyjaciel Alberta Einsteina.

## Życiorys
Hayari Miyake urodził się 16 marca 1866 roku w Anabuki w prefekturze Tokushima na wyspie Sikoku. Był najstarszym synem małżeństwa lekarzy: Gentatsu i Tomo Miyake. W rodzinie Miyake tradycja lekarska sięgała niemal dziesięciu pokoleń. W wieku 12 lat Hayari Miyake wyjechał do Tokio pod opieką stryjecznego dziadka i tam otrzymał podstawowe wykształcenie. Uczył się w Szkole Języków Obcych, a następnie ukończył kurs przygotowawczy do Uniwersytetu Tokijskiego, po czym zdał na wydział medyczny tej uczelni. Studia ukończył z najlepszym wynikiem w swojej grupie, w 1891 roku. Został asystentem Juliusa Scriby, profesora chirurgii na Tokijskim Uniwersytecie Cesarskim, który zasłynął przeprowadzeniem pierwszej w Japonii kraniektomii. Ten przypadek pacjenta ze złamaniem lewej kości skroniowej i porażeniem połowiczym prawostronnym, który uległ poprawie po usunięciu wgniecionych do środka odłamów czaszki, opisał właśnie Miyake na łamach "Tokyo Medical Journal" w 1893 roku.
Następnie Miyake powrócił w rodzinne strony i otworzył praktykę chirurgiczną w Tokushima. Działalność służb medycznych w mieście nie satysfakcjonowała go, więc zdecydował się wyjechać na dalsze studia do Niemiec, jak wielu innych japońskich lekarzy w tym okresie. W 1898 roku przybył do Berlina. Tam usłyszał o osiągnięciach naukowych Jana Mikulicza-Radeckiego, ucznia Theodora Billrotha i zdecydował się pojechać pociągiem do Wrocławia, aby starać się o możliwość  współpracy. Niemal od razu został przyjęty do pracy w klinice. W 1901 roku Miyake został doktorem medycyny. Był jednym z ulubionych uczniów Mikulicza. Gdy jego dwuletni staż dobiegł końca, ten zaproponował mu pozostanie w klinice. Według słów żony Mikulicza:  "kochał Miyakego jak własnego syna". Ojciec Miyake prosił go jednak o powrót do Japonii, dlatego propozycja Mikulicza pozostała niewykorzystana. Mikulicz dał mu bardzo pochlebny list polecający. Po niedługim czasie, w 1904 roku, Miyake ponownie zawitał do kliniki Mikulicza, łącznie spędził w Breslau blisko cztery lata. 
Niedługo po wyjeździe Japończyka, profesor Mikulicz zmarł na raka żołądka, sam wcześniej rozpoznając u siebie nieuleczalną chorobę. O śmierci nauczyciela Miyake dowiedział się z nekrologu w "Schlesischer Zeitung" z 16 czerwca 1905 roku. W 1908 roku, trzy lata po pogrzebie, Henriette von Mikulicz-Radecki podarowała Miyakemu maskę pośmiertną męża, jego portret pędzla  Läwena oraz rękopisy. Po wojnie maskę odnalazł syn Hayari Miyakego – Hiroshi, który wykonał kilka kopii, zaś oryginał wysłał pocztą dyplomatyczną do wnuka Mikulicza – F. Anschütza. W liście z 27 kwietnia 1976 roku Hiroshi napisał, że kopie maski trafiły do klinik chirurgicznych w Japonii, gdzie będą przechowywane "na pamiątkę praojca naszej chirurgii" ("als das Andenken an den Urvater unserer Chirurgie"). W 2002 roku jedna z kopii została przekazana Klinice Chirurgicznej AM we Wrocławiu na ręce Bogdana Łazarkiewicza przez prawnuczkę profesora Miyake – Sumiko Hiki. 
W 1904 roku Miyake powrócił do Japonii. Tam kierował katedrą w Szkole Medycznej Kiusiu (obecnie wydział chirurgii Uniwersytetu Kiusiu). W 1913 roku został prezesem Japońskiego Towarzystwa Chirurgicznego (założonego w 1901 roku). Został nim wybrany ponownie w 1926.

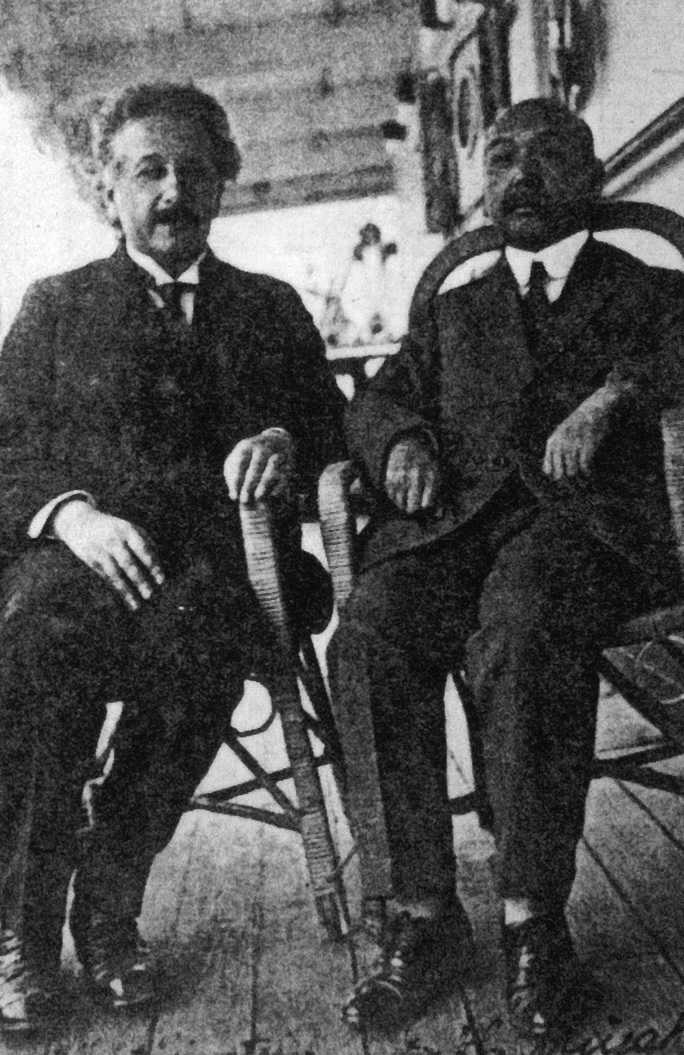
Albert Einstein i dr Miyake w podróży z Marsylii do Japonii

W październiku 1922 roku, podczas trzeciej podróży z Europy do Japonii, Miyake poznał Alberta Einsteina. W podróży Einstein dostał krwawej biegunki z gorączką i żona uczonego, Elsa, poprosiła doktora Miyake o pomoc. Uspokoił zaniepokojonego możliwością choroby nowotworowej Einsteina i szybko wyleczył go farmakologicznie (była to jakaś nieokreślona gorączka tropikalna). Od tej pory Einstein i Miyake stali się przyjaciółmi. Kiedy ich statek dopłynął do Kobe, Einstein obiecał odwiedzić chirurga w jego domu w Fukuoce. Wywiązał się z danej obietnicy 25 grudnia tego samego roku. Podczas wizyty Einstein grał na pianinie przywiezionym przez Japończyka z Wiednia. Uczeni także korespondowali ze sobą. 
Miyake był przewodniczącym japońskiej filii Międzynarodowego Towarzystwa Chirurgicznego (obecnie International Society of Surgery / Société Internationale de Chirurgie), założonego przez Emila Theodora Kochera w 1901 roku. W 1918 roku Towarzystwo zdecydowało o wykluczeniu Austrii i Niemiec, ponieważ oba kraje ponosiły odpowiedzialność za wybuch I wojny światowej. Miyake nie zgodził się z bojkotem chirurgów z powodu narodowości i dołożył starań, aby kraje na nowo miały delegatów w organizacji. W tym celu odwiedzał kliniki chirurgiczne w Europie i Ameryce, zbierając podpisy pod petycją o zmianę decyzji Towarzystwa. Uzyskał poparcie m.in. braci Mayo (Williama Jamesa i Charlesa Horace'a) z kliniki w Rochester, Evartsa Ambrose'a Grahama z St. Louis i Harveya Cushinga z Bostonu. 10 września otrzymał telegram, w którym ISS/SIC powiadomiło go o pozytywnym rozpatrzeniu jego petycji. 
W 1925 roku podczas 7. Międzynarodowej Konwencji Chirurgów w Rzymie Miyake złożył rewizytę Einsteinowi. Osiem lat później Einstein opuścił Europę i wyjechał do Stanów Zjednoczonych, tracąc kontakt z japońskim przyjacielem. 
W 1927 Miyake, Shibasaburō Kitasato i inni japońscy lekarze zostali członkami Niemieckiej Akademii Przyrodników Leopoldina (niem. Deutsche Akademie der Naturforscher Leopoldina). W 1928 Miyake został rekomendowany przez Ferdinanda Sauerbrucha, dawnego kolegę z kliniki we Wrocławiu, na stanowisko w redakcji niemieckiego czasopisma "Deutsche Zeitschrift für Chirurgie". Miyake pozostawał w kontakcie z innymi pracownikami kliniki Mikulicza, a także z jego rodziną.
W 1931 roku zagraniczne studia u Willy Anschütza podjął Hiroshi Miyake (1901–1993), syn Hayari Miyake.
W 1935 roku Hayari Miyake przeszedł na emeryturę i zamieszkał w Ashiya, Kobe. Kiedy działania wojenne zaczęły zagrażać rodzinie, jego syn Hiroshi zdecydował o ucieczce z Ashiya do Tottori i w maju 1945 roku zabrał rodziców do swojego domu w Okayamie. W nocy 29 czerwca, dwa dni przed planowanym wyjazdem do Tottori, doktor Hayari Miyake i jego żona Miho zginęli podczas amerykańskiego nalotu dywanowego na Okayamę.
Po zakończeniu wojny Hiroshi Miyake poinformował Alberta Einsteina (przebywającego w Princeton) o śmierci rodziców. Einstein odpisał, składając kondolencje w języku niemieckim i angielskim. Rodzina Miyake uwieczniła jego słowa w postaci epitafium na nagrobku, znajdującym się na cmentarzu w Tokushimie.

Hier ruhen Dr. Hayari Miyake und dessen Frau Miho Miyake.

Sie wirkten vereint für das Wohl der Menschen, und schieden vereint als Opfer von deren Verirrungen.

Albert Einstein
Tu spoczywają dr Hayari Miyake i jego żona Miho Miyake.

Razem pracowali dla dobra ludzkości i razem odeszli jako ofiary jej wynaturzenia.

Albert Einstein

## Wspomnienia Miyakego
Hayari Miyake prowadził pamiętnik, w którym opisał m.in. swoje wrażenia z wizyty w domu Mikuliczów. Profesor miał zwyczaj zapraszać nowego asystenta na kolację do własnego domu (podobną wizytę odbył Mikulicz w 1875 roku w domu Billrotha). Wkrótce po przybyciu do Wrocławia także Miyake został zaproszony do mieszkania przy Auenstraße (dziś ulica Mikulicza-Radeckiego). Miyake znał dobrze język niemiecki, mniej pewnie czuł się w przestrzeganiu  zachodnich manier, do których nie zdążył przywyknąć. Żona profesora zadała mu pytanie, czy wie coś na temat Fenicji. Profesor szeptem wypomniał jej, żeby nie pytała o takie rzeczy człowieka z Dalekiego Wschodu. Miyake, którego ulubionym przedmiotem w szkole była historia powszechna, popisał się jednak wiedzą o Fenicji. Podobno od tego wieczoru zaskarbił sobie sympatię zarówno Jana, jak i Henriette Mikulicz. 
Profesor Mikulicz wysoko oceniał zdolności manualne japońskiego adepta chirurgii. Miyake zapisał w pamiętniku jego słowa: "możesz operować tak samo prawą, jak i lewą ręką".

## Dorobek naukowy
Miyake zajmował się głównie chirurgią przewodu pokarmowego i ośrodkowego układu nerwowego. W 1928 roku razem ze swoimi studentami, J. Miyagim i K. Taniguchim, napisał monografię poświęconą rakowi żołądka, opartą na 23 latach swojego doświadczenia klinicznego. W tym okresie Miyake zoperował 1 670 pacjentów z tym typem nowotworu. W 1905 roku na Kiusiu, jako pierwszy Japończyk, Miyake przeprowadził operację resekcji guza mózgu; guz u 27-letniego mężczyzny, umiejscowiony w okolicy lewej bruzdy Rolanda i powodujący padaczkę Jacksonowską, opisano jako glejaka, ale przypuszczalnie był to oponiak. Po operacji pacjent miał lekki niedowład i niedoczulicę prawej kończyny dolnej, ale był w stanie chodzić.
W 1906 roku Miyake przeprowadził operację u czterolatka ze złamaniem lewej kości skroniowej, powodującym skrzyżowaną afazję (tzn. afazję motoryczną u leworęcznego pacjenta). Zabieg zakończył się sukcesem i pacjent odzyskał mowę. W 1908 roku dokonał drugiej ekstyrpacji, tym razem kilaka mózgu. Oba przypadki opisał w artykule na łamach "Archiv für klinische Chirurgie" Langenbecka. W 1911 roku przeprowadził pionierski w Japonii zabieg resekcji schwannoma w prawym tylnym sznurze rdzenia kręgowego na poziomie C5-C6.
W 1912 roku uczeń Miyakego, Hakaru Hashimoto, przedstawił opis choroby znanej dziś jako choroba Hashimoto. Odkrycia dokonał pracując przez cztery lata w klinice na Kiusiu. Zwrócono uwagę, że Hashimoto porównał pewne cechy choroby z odkrytą przez Mikulicza chorobą, znaną niegdyś jako choroba Mikulicza, a obecnie rozpatrywaną zwykle jako postać zespołu Sjögrena.

## Wybrane prace
O ile nie zaznaczono inaczej, jedynym autorem jest Hayari Miyake.
- Über die Rattenbißkrankheit. Mitteilungen aus den Grenzgebieten der Medizin und Chirurgie 5, s. 231-262 (1900)
- Zur experimentellen Erzeugung der Gallensteine mit besonderer Berücksichtigung des bakteriellen Verhaltens der Gallenwege. Mitteilungen aus den Grenzgebieten der Medizin und Chirurgie 6, s. 479-528 (1900)
- Removal of "glioma" in the left motor cortex [jap.]. Nihon Gekagakkai Zasshi 7, 243–260 (1907)
- Miyake H, Miyagi J, Taniguchi K. Gastric cancer [jap.]. Kokuseidou, Tokio 1908
- Morphologische und klinische Beiträge zur Filaria Bancrofti[11]. (1908)
- Zur Exstirpation der Gehirntumoren in den motorischen Rindenzentren. Archiv für klinische Chirurgie 88, s. 811–833 (1909)
- Statistische, klinische und chemische Studien zur Aetiologie der Gassensteine mit berücksichtigung der japanischen und deutschen Verhältnisse. Langenbecks Arch Klin Chir 101, 54 (1913)
- Beiträge zur Bakteriologie bei Cholelithiasis, sowie zu den histologischen Veränderungen der Leber bei derselben[12] (1931)
- Statistische und klinische Studien auf Grund von 754 Fällen von Cholelithiasisoperationen bei Japanern[13]. (1930)
- Veränderungen des intramuralen nervenapparates bei chirurgischen magenkrankheiten[14]. (1936)
- Über die klinische bedeutung des ileumdivertikels, mit besonderer berücksichtigung der pathologie des intramuralen nervengeflechts[15]. (1938)